# 福島県農業共済組合
福島県農業共済組合（ふくしまけんのうぎょうきょうさいくみあい）は、2016年（平成28年）4月1日より福島県農業共済組合連合会と県内九つの農業共済組合が合併され発足した農業共済組合である。略称はNOSAI福島。

## 所在地
〒960-8031 福島県福島市栄町6-6

## 沿革
- 1948年（昭和23年）4月 : 福島県農業共済保険組合が発足。
- 2016年（平成28年）4月 : 福島県農業共済組合連合会と県内九つの農業共済組合が合併し、福島県農業共済組合が発足。

## 管轄区域
県北支所
福島市、伊達市、伊達郡
安達支所
二本松市、本宮市、安達郡
郡山田村支所
郡山市、田村市、田村郡
いわせ石川支所合
須賀川市、岩瀬郡、石川郡
白河支所
白河市、東白川郡、西白河郡
会津支所
会津若松市、喜多方市、耶麻郡、河沼郡、大沼郡、南会津郡
相馬支所
相馬市、南相馬市、相馬郡
双葉支所
双葉郡
いわき支所
いわき市